# En Cowboy fra Asfalten
En Cowboy fra Asfalten er en amerikansk stumfilm fra 1918 af Victor Schertzinger.

## Medvirkende
- Charles Ray - Larry Prentiss
- Doris May - Moya Shannon
- Harry L. Rattenberry - Matt Shannon
- Robert McKim - Jim Purdy
- William Elmer - Hodges